# Моисеев, Николай Трофимович
Николай Трофимович Моисеев (укр. Микола Трофимович Моісєєв; 1900 — неизвестно) — профессор и директор Харьковского педагогического института профессионального образования (1931 — (возможно) 1933).

## Биография
Николай Моисеев родился в 1900 году. Его родители были ремесленниками. Получил высшее образование окончив экономический факультет Одесского института народного хозяйства. После окончания вуза, в 1924 году начал заниматься научно-педагогической деятельностью. 
В октябре 1931 году Николай Трофимович был назначен на должность директора Харьковского педагогического института профессионального образования. Одновременно с этим был профессором политэкономии в этом же вузе. В 1933 году он перестал занимать должность директора Харьковского педагогического института профессионального образования. При этом 1933 год как дата окончания его полномочий на должности директора вуза, подвергается сомнению. 
Данные о дальнейшей судьбе Н. Т. Моисеева отсутствуют. 